# Hitchin
Hitchin – miasto w Anglii, w hrabstwie Hertfordshire, w dystrykcie North Hertfordshire. Leży 22 km na północny zachód od miasta Hertford i 50 km na północ od centrum Londynu. Miasto liczy 30 360 mieszkańców.